# Immortals
Immortals è un film del 2011 diretto da Tarsem Singh Dhandwar.

## Trama
Prima della nascita dell'uomo, gli immortali combatterono gli uni con gli altri. I vincitori si autoproclamarono dei, mentre i vinti vennero chiamati Titani ed imprigionati sotto il Monte Tartaro.
Durante la guerra, l'arco di Epiro, un'arma di immenso potere, si perse sulla Terra.
Nel 1228 a.C., il mortale Iperione cerca l'arco, con l'intenzione di usarlo per liberare i Titani così da punire gli dèi che non avevano salvato la sua famiglia. Iperione cattura la vergine oracolo Fedra, credendo che possa trovare il luogo dove si trova l'arco.
In un piccolo villaggio vicino, gli abitanti si preparano a fuggire sul Tartaro per evitare l'esercito di Iperione. Un abitante, Teseo, è un guerriero abile allenato dal suo vecchio mentore.
Teseo e sua madre Etra, considerati indesiderabili perché Teseo nacque dopo che Aethra venne stuprata, sono costretti a rimanere indietro dagli abitanti del villaggio ed i soldati ateniesi, tra cui Lisandro. Teseo combatte abilmente più avversari fino a quando l'ufficiale ateniese Helios interviene e punisce Lisandro per le sue azioni. Lisandro si reca da Iperione, offrendo i suoi servigi e rivelando la posizione del villaggio. Iperione accetta, ma mutila e castra Lisandro per essere un traditore. Le forze di Iperione attaccano il villaggio di Teseo, uccidendo gli abitanti del villaggio, compresa Etra, e prendendo prigioniero Teseo.
Il vecchio, che si rivela essere Zeus, si incontra con gli altri dei Atena, Poseidone, Ares, Apollo ed Ercole, e li avverte di non interferire negli affari mortali come dei, ritenendo che, fino a quando i Titani non verranno liberati, essi devono avere fiducia nel genere umano per sconfiggere Iperione.
Teseo è prigioniero accanto al ladro Stavros. Fedra, che è tenuta prigioniera nelle vicinanze, ha una visione di Teseo ed organizza una sommossa, per sfruttare il caos per fuggire con Teseo, Stavros, e gli altri schiavi. Teseo decide di combattere Iperione e tenta di impossessarsi di una barca, ma lui ed i suoi alleati sono sopraffatti dalle forze di Iperione. Poseidone cade volutamente dall'Olimpo nell'oceano, causando una marea che elimina gli uomini di Iperione. Fedra ha un'altra visione di Teseo in piedi vicino a un corpo avvolto e capisce che Teseo deve tornare a casa per seppellire Etra.
Durante la sepoltura di Aethra, Teseo scopre l'arco di Epiro incastonato in una roccia vicina. Egli libera l'arco, ma viene attaccato da uno scagnozzo di Iperione, il Minotauro. Teseo uccide il Minotauro, ed utilizza l'arco per salvare i suoi compagni che stanno per essere giustiziati, prima di crollare per le ferite avvelenate inflittegli dal Minotauro. Fedra si innamora di Teseo, rinunciando alle visioni che ritiene una maledizione. Il gruppo ritorna al tempio di Fedra mentre Iperione e le sue forze sono in viaggio verso il Tartaro. Al tempio, Stavros e Teseo sono attirati in un agguato, e Teseo perde l'arco. Ares interviene direttamente per salvare Teseo ed Atena gli fornisce dei cavalli per raggiungere il Tartaro. Zeus arriva e punisce Ares per aver disobbedito al suo comando. Zeus dice a Teseo che non riceveranno più aiuti dagli dèi, e lui dovrà essere degno della fiducia che Zeus ha in lui. Intanto l'arco viene portato da Iperione.
Teseo, Stavros, e Fedra, partono per il Tartaro. Teseo tenta invano di mettere in guardia il re del Tartaro, Cassandro, dei piani di Iperione, ma Cassandro considera il suo discorso sugli dèi come un semplice mito, ed intende negoziare la pace con Iperione.
Il giorno seguente Iperione utilizza l'arco per demolire l'apparentemente indistruttibile cancello del Tartaro, uccidendo Helios. Teseo conduce l'esercito ateniese in guerra contro le forze di Iperione, uccidendo Lisandro. Iperione ignora la battaglia e viaggia verso il Monte Tartaro, uccidendo Cassandro. Iperione utilizza l'Arco per aprire la montagna e liberare i Titani prima che Stavros e Teseo possano fermarlo. L'onda d'urto scaglia a terra i mortali. Stavros si impossessa dell'arco ed uccide un Titano, ma viene massacrato dagli altri. Zeus, Poseidone, Atena, Eracle ed Apollo arrivano per combattere contro i Titani, mentre Teseo combatte Iperione. Gli dèi si rivelano più potenti rispetto ai Titani, ma sono sopraffatti dal numero, e vengono uccisi tutti tranne Zeus e Poseidone. Teseo uccide Iperione, e Zeus fa crollare la montagna prima di ascendere all'Olimpo con il corpo di Atena, insieme a Poseidone. Il crollo della montagna stermina gli uomini di Iperione. Teseo, mortalmente ferito, viene trasportato sull'Olimpo, dove viene curato e salvato e dove per il suo sacrificio gli viene concesso un posto fra gli dei.
Diversi anni dopo, la storia di Teseo è diventata leggenda e Fedra ha dato alla luce Acamante, figlio di Teseo. Acamante è affidato al vecchio che informa il bambino che in futuro anche lui un giorno combatterà contro il male. Acamante ha una visione del cielo pieno di dèi e Titani che combattono.

## Produzione
Le riprese si sono svolte a Cité du Cinéma, a Montréal.

### Cast
- Henry Cavill è Teseo, mortale scelto dagli dei per combattere Iperione.
- Freida Pinto è Fedra, sacerdotessa oracolare che aiuta Teseo nella sua missione[3].
  - Alisha Nagarsheth è Fedra da bambina.
- Mickey Rourke è Iperione, re di Creta.
- Kellan Lutz è Poseidone, dio dei mari, fratello di Zeus e Demetra e padre di Teseo.
- Luke Evans è Zeus, dio del cielo e dei fulmini e re degli dei.
- Isabel Lucas è Atena, dea delle arti belliche e strategiche, della saggezza e della giustizia.
- Stephen Dorff è Stavros, un abilissimo ladro che accompagna Teseo nella sua missione[4].
- John Hurt è una manifestazione terrena di Zeus, mentore di Teseo[5].
- Robert Maillet è il Minotauro, mostro mezzo uomo e mezzo toro, rinchiuso nel labirinto di Creta.
- Corey Sevier è Apollo, dio della luce, della musica, della poesia, delle arti, della salute, della medicina, del tiro con l'arco e delle profezie.
- Alan Van Sprang è Dario, uno schiavo che accompagna Teseo nella sua missione[senza fonte].
- Steve Byers è Eracle, fortissimo semidio, figlio di Zeus.
- Romano Orzari è Icaro, artigiano cretese.
- Kristel Verbeke è Demetra, dea della terra, delle messi e della fertilità, sorella di Zeus e Poseidone.
- Stephen McHattie è Cassandro.
- Peter Stebbings è Helios, capitano dell'esercito greco.
- Joseph Morgan è Lisandro.
  - Aron Tomori è Lisandro da bambino.
- Anne Day-Jones è Etra, madre di Teseo.
- Gage Munroe è Acamante, figlio di Teseo e Fedra.
- Daniel Sharman è Ares, dio della guerra.
- Matthew G. Taylor è Mondragon.
- Abdul Ayoola è Cercione, re di Eleusi.

## Date di uscita
Le date di uscita internazionali nel corso del 2011 sono:
- 10 novembre in Grecia (Αθάνατοι) e Russia (Война́ бого́в: Бессме́ртные)
- 11 novembre in Italia, Polonia, Regno Unito e Stati Uniti
- 23 novembre in Francia (Les Immortels)